# Inga riopalenquensis
Inga riopalenquensis är en ärtväxtart som beskrevs av Alwyn Howard Gentry. Inga riopalenquensis ingår i släktet Inga och familjen ärtväxter. Inga underarter finns listade i Catalogue of Life.